# Perhorreszenz
Perhorreszenz oder perhorreszieren (auch Perhorreszierung; von lateinisch perhorrescere „mit Abscheu zurückweisen, ablehnen“)
bezeichnet einen Vorgang, bei dem eine Person aus Angst vor einem Erlebnis, einer konkreten Person, einem Vorgang oder einer Sache zurückschreckt, diese von sich weist, vermeidet oder sogar vor ihr flieht. In der veralteten Rechtssprache bedeutet der Ausdruck die Ablehnung eines bestimmten Richters wegen Befangenheit (siehe Ablehnungsgesuch). Beispielsweise richtete der Theologe Friedrich Ludwig Weidig nach seiner Verhaftung im Jahr 1835 zahlreiche „Perhorreszenzgesuche“ an seine Untersuchungsrichter.